# Zvizdivka, Kostopil
Zvizdivka (în ucraineană Звіздівка) este localitatea de reședință a comunei Zvizdivka din raionul Kostopil, regiunea Rivne, Ucraina.

## Demografie
Componența lingvistică a localității Zvizdivka
     Ucraineană (99,62%)
     Alte limbi (0,38%)
Conform recensământului din 2001, majoritatea populației localității Zvizdivka era vorbitoare de ucraineană (99,62%), existând în minoritate și vorbitori de alte limbi.